# 横山古墳群

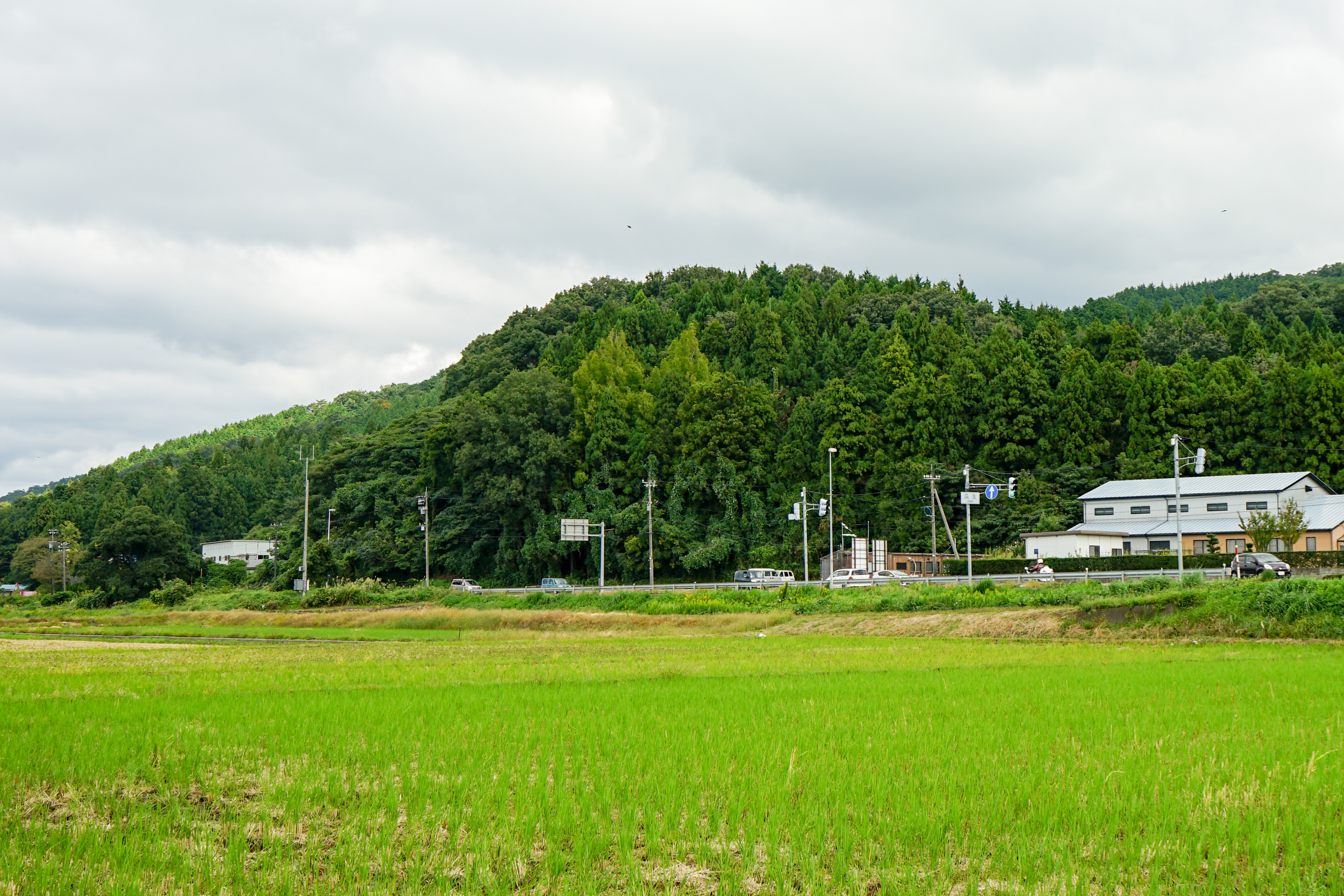
神奈備山古墳

横山古墳群（よこやまこふんぐん）は、福井県あわら市から坂井市丸岡町にかけて分布する古墳群である。1959年（昭和34年）9月1日に県の史跡に指定された
。

## 概要
標高100～120メートルの横山丘陵上に多数の古墳が連なる。1978年の福井県教育委員会による調査によれば確認された古墳の数は234基。うち前方後円墳が15基、方墳が59基、円墳が160基。その後も確認された古墳の数は増えており、越前の前方後円墳の約4分の1が集中する北陸最大規模の古墳群として注目される。
前方後円墳を中心に、多数の方墳、円墳が群集しているのが特徴的である。前方後円墳のうち、平坦部に現存するのは椀貸山（わんかしやま）古墳のみ。最大の前方後円墳は神奈備山（かんなびやま）古墳。
椀貸山・神奈備山両古墳は、手繰ヶ城山古墳（松岡古墳群）、六呂瀬山1・3号古墳（六呂瀬山古墳群）など尾根の稜線上に占地する、越前における大首長墳の系譜の最終段階に位置付けられる。

## 神奈備山古墳

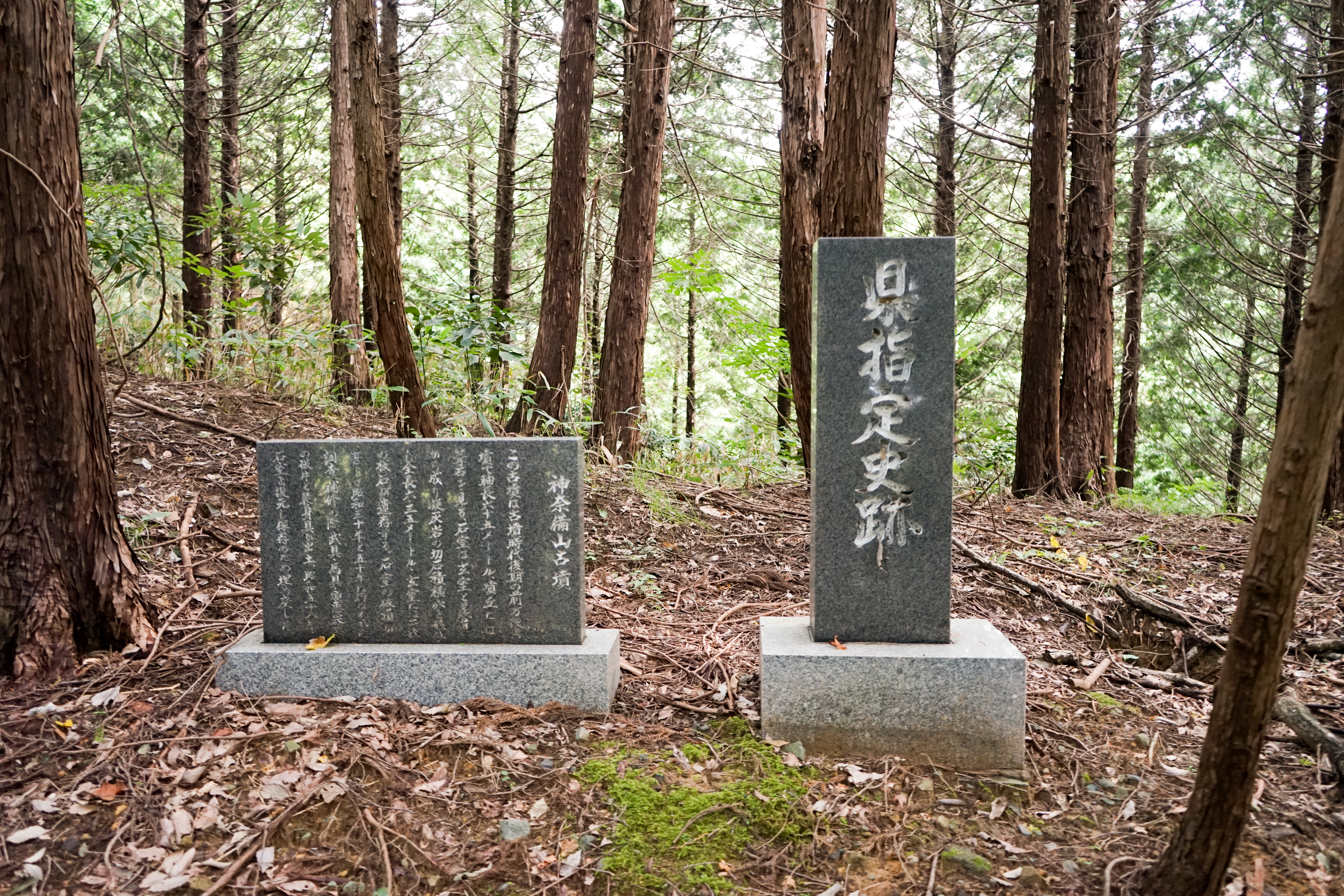
神奈備山古墳上に立つ碑

横山古墳群中、最大の古墳である神奈備山（かんなびやま）古墳は、あわら市瓜生地区に位置する古墳時代後期（6世紀中頃）の前方後円墳。墳丘は二段築成で、主軸の長さは64.4m。幅29mの前方部を北にして、後円部は径31.8m。地山を削りその上に盛土し、盛土の崩れを防ぐため河原石で葺石がしてあった。
横穴式の石室は主軸と斜めに開いている。側壁は凝灰岩の切石積みで石室の全長6.3m。玄室は長さ3.5m。羨道は幅1.4m、長さ2.2m、高さ1.4m。天井石は5枚で、玄室の中央に朱がついた自然石の平板が2枚ある。
副葬品として、装身具類は小型銅鏡片・金環・ガラス小玉が、武器・武具類では環頭大刀把頭片・鉄刀・鉄鏃・挂甲片などが出土し、他にも農工具や馬具、須恵器片も多数検出されている。

## 椀貸山古墳

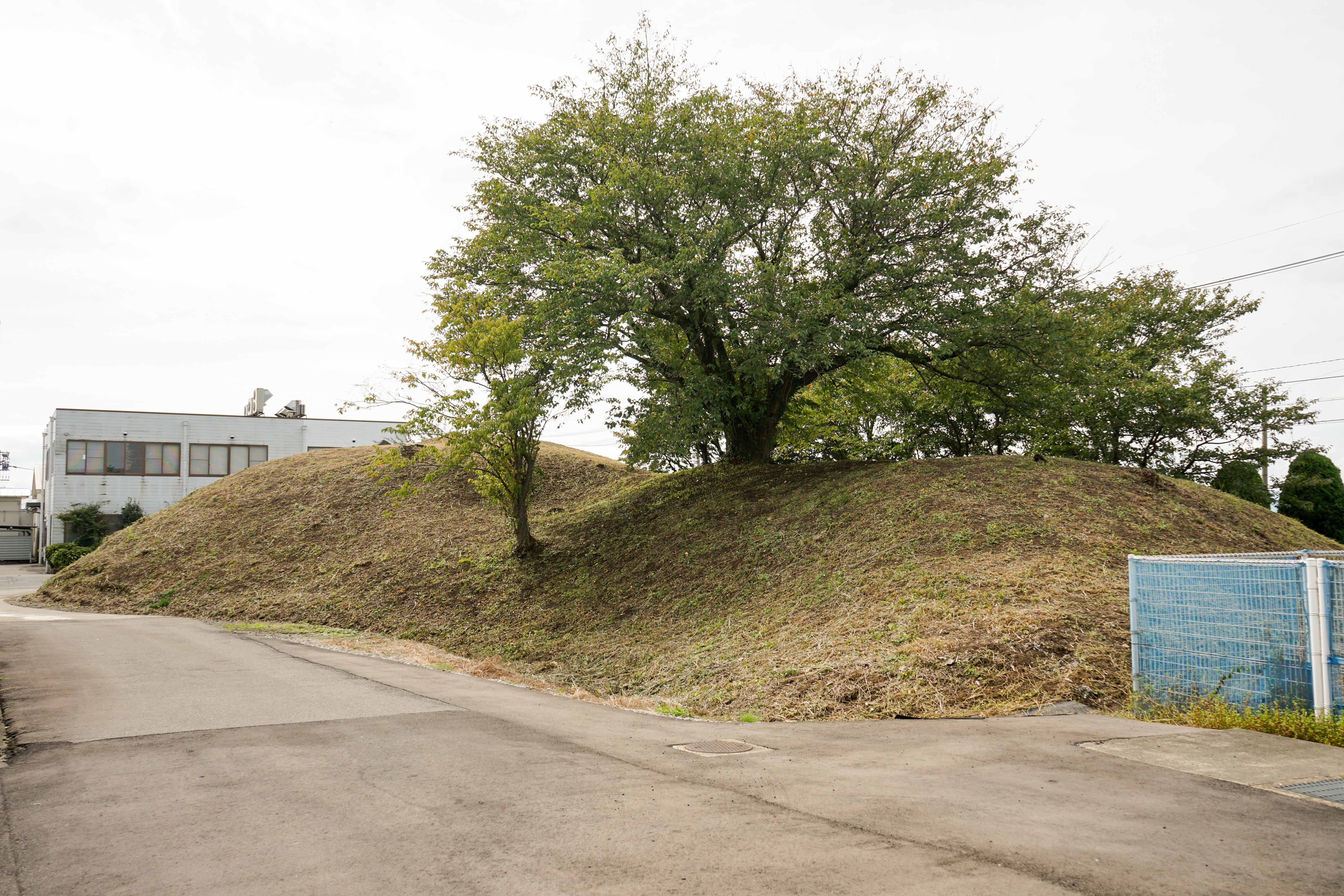
椀貸山古墳

坂井市丸岡町坪江地区の標高16m余りの山麓部の平地に位置する前方後円墳。6世紀前半につくられたと推定される。現在は埋め立てられているが、馬蹄形の周濠を持っていた。全長45m（42m）、北側の前方部は幅25m、南側の後円部は径28m、高さ7m。墳丘は二段築成で、墳丘斜面には円礫の葺石が見られる。内部構造は後円部中央からくびれ部に向かって開口する片袖式の横穴式石室で、奥壁に赤色顔料が塗られた石屋形がある。発掘調査の際に埴輪の円筒片が出土している。
継体天皇の皇子椀子（まろこ）王の墓であるとの伝承がある。